# سیمین‌نوک هندی
سیمین‌نوک هندی یا نوک‌سیمین هندی (نام علمی: Euodice malabarica) نام یک گونه از تیره سهرگان ریز است.